# Бочарово (Смоленская область)
Боча́рово — деревня в Бехтеевском сельском поселении Сычёвского района Смоленской области России. Население — 76 жителей (2007 год).
Расположена в северо-восточной части области в 29 км к западу от Сычёвки, в 33 км западнее автодороги Р134 «Старая Смоленская дорога» Смоленск — Дорогобуж — Вязьма — Зубцов, на берегу реки Днепр. В 31 км восточнее деревни расположена железнодорожная станция Сычёвка на линии Вязьма — Ржев.
Деревня известна тем, что находится у истока Днепра — четвёртой по величине реки Европы.

## История
В годы Великой Отечественной войны деревня была оккупирована гитлеровскими войсками в октябре 1941 года, освобождена в марте 1943 года.